# Accueil et traitement des urgences
Pour les articles homonymes, voir Accueil et ATU.
 (avril 2013).
Si vous disposez d'ouvrages ou d'articles de référence ou si vous connaissez des sites web de qualité traitant du thème abordé ici, merci de compléter l'article en donnant les références utiles à sa vérifiabilité et en les liant à la section « Notes et références ».

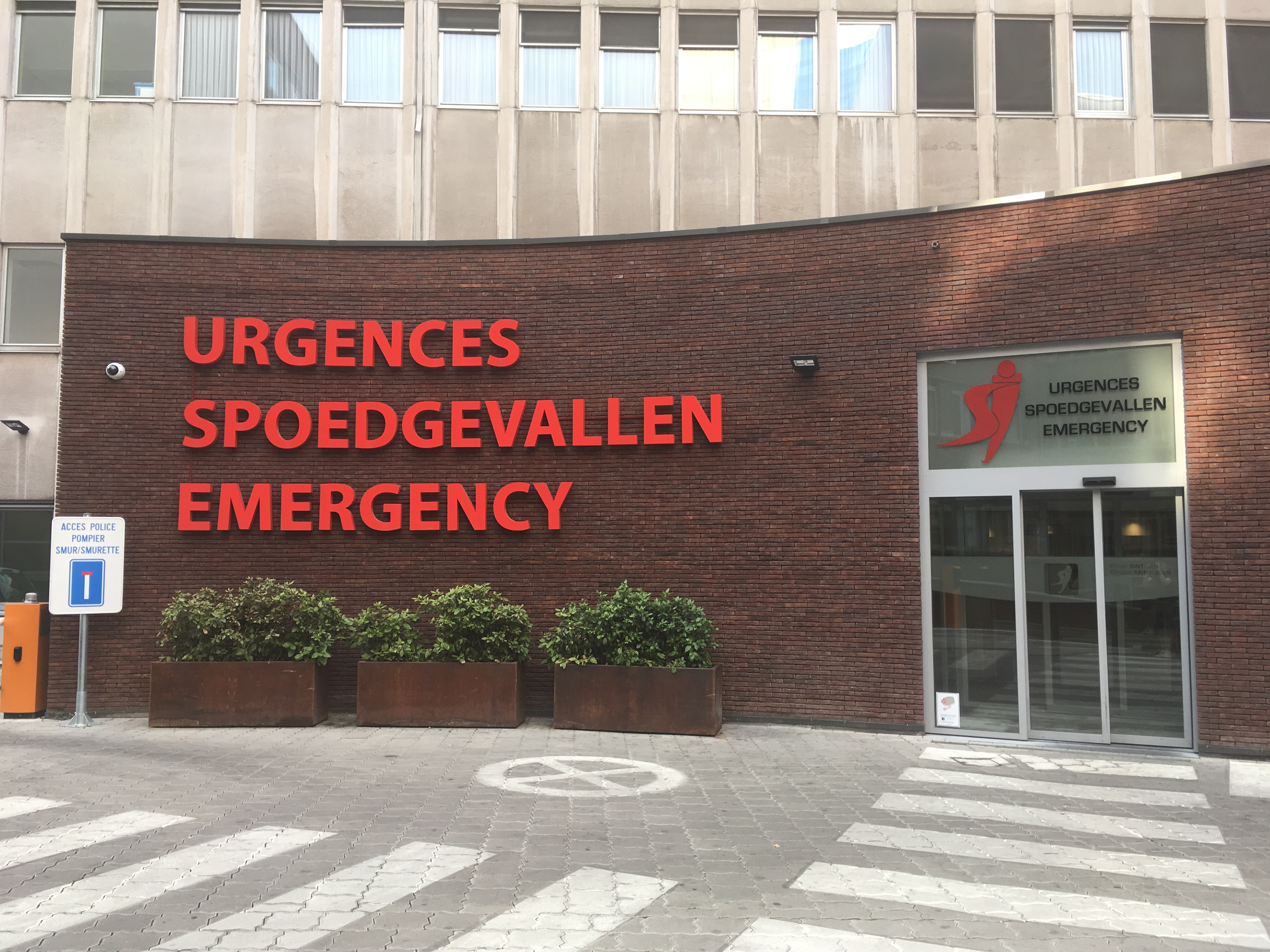
Entrée du service d'urgences de la Clinique Saint-Jean à Bruxelles.

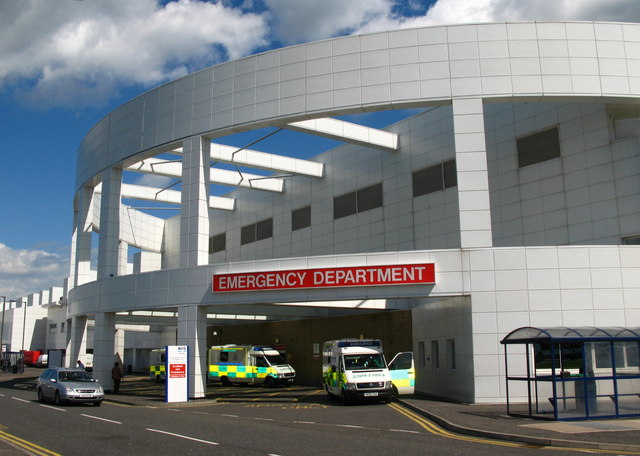
Accueil et le traitement des urgences à Édimbourg, en Écosse.

Accueil et traitement des urgences (ATU) désigne la fonction des centres hospitaliers dans le domaine de la prise en charge continue des personnes blessées, malades ou victimes de phénomènes exceptionnels et difficilement prévisibles. Les phénomènes exceptionnels en question peuvent désigner des incidents liés à des événements comme la canicule d'août 2003 en France, ou d'attaques chimiques, bactériologiques, etc. Le service d'urgence se charge du « triage » et de la prise en charge immédiate des patients, puis après un certain temps, si cela est nécessaire passe le relais aux structures médicochirurgicales adaptées et/ou au médecin de ville.
Des ATU sont opérés aussi bien par des centres hospitaliers publics que privés, sous le contrôle d'un médecin urgentiste, qui a charge de veiller à ce que les patients soient traités au mieux. Ils sont répartis avec un maillage du territoire plus ou moins fin selon la densité de population et le développement de la médecine dans le pays concerné.

## Missions
Il concerne l'accueil des malades et de blessés se présentant spontanément ou amenés par des ambulances ou véhicules de prompt-secours des sapeurs-pompiers (voir l'article aide médicale urgente). Le rôle d'une structure d'urgences est accueillir sans sélection vingt-quatre heures sur vingt-quatre, tous les jours de l'année, toute personne se présentant en situation d'urgence, y compris psychiatrique, et la prendre en charge, notamment en cas de détresse et d'urgence vitales.
Les services d'accueil et de traitement des urgences peuvent porter différents noms, comme pavillon des urgences (PU), service d'urgences et de soins intensifs (SUSI), service d'accueil des urgences (SAU), polyclinique…
De par la quantité de cas d'urgence qu'ils traitent et de par la quantité et la qualité des informations qu'ils génèrent et parce que ces données sont de plus en plus potentiellement disponibles en temps réel grâce à l’informatisation, le médecin urgentiste est depuis longtemps aux premières loges pour détecter l'émergence de certains phénomènes épidémiologiques graves (épidémies), des intoxications collectives ou l'atteinte de certaines seuils de crises sanitaires…) et pour contribuer à lancer certaines alertes médicales.
Avec le développement de l'informatique médicale, et des dossiers médicaux électroniques personnels (À titre d'exemple « 71 % des passages aux urgences étaient informatisés en France en 2006 selon la Mission nationale d’appui à l’investissement hospitalier du Ministère de la santé, citée par Claessens en 2008 »), les services des urgences sont peu à peu amenés à contribuer de manière approfondie et toujours plus réactive au suivi de la santé publique ainsi qu'à une surveillance syndromique intégrée, y compris pour des groupes exposés comme les militaires en situation de terrain. En France, les médecins urgentistes renseignent ainsi le « système français de Surveillance sanitaire des urgences et des décès », qui est un « système de surveillance syndromique » dit « SurSaUD ». Les réadmissions précoces sont par exemple un signal épidémiologique important. L'utilisation des données collectées par les services d'urgence pour la veille épidémiologique, écoépidémiologique et syndromique est née en Amérique du Nord, avec selon Claessens (2008) « de nombreuses expériences de surveillance syndromique, basées sur l’analyse des motifs de recours aux urgences, ont permis de tester la faisabilité du concept ».
Avec le travail des internes, l'accueil et le traitement de ces patients est aussi un lieu et un moment important de la formation médicale et des infirmiers. Ainsi, en France une réforme du second cycle des études médicales a rendu obligatoire un stage dans un service d'urgences, de réanimation ou de soins intensifs (qui passe par des « ateliers et mises en situation simulée »).

## Fonctionnement administratif
Le service comporte habituellement une partie administrative pour la prise en charge financière par l'assurance maladie, une partie consultation pour l'examen, les soins urgents et l'orientation vers d'autres services de l'hôpital, et une partie mobile (appelé SMUR en France, structure mobile d'urgence et de réanimation) pour les interventions au sein de l'établissement ou en dehors de l'établissement (véhicules et ambulances d'interventions). À compter du 1er janvier 2022, cette disposition est remplacée par le forfait patient urgences (FPU).

## Par pays

### États-Unis
La plupart des accueils d'urgence aux États-Unis sont souvent très pris. Un sondage effectué à New York en février 2007 montre que l'aggravation des blessures existantes ou même les décès sont causés par une trop longue attente dans les accueils d'urgence. Un sondage effectué en 2005 estime une moyenne d'attente de 2 heures dans l'Iowa et de 5 heures en Arizona. En 2009, 1 800 accueils ont été dénombrés.
Aux États-Unis, les urgences sont prises en charge par des centres de traumatologie (trauma centers), qui désigne des centres hospitaliers accueillant les urgences. Il en existe quatre types :
- les centres de traumatologie de niveau I (Level I trauma center) : ce sont les centres les mieux équipés, permettant de prendre en charge la totalité des traumatismes, y compris les aspects prévention et réhabilitation ; ce sont en général des centres hospitaliers universitaires (university teaching hospitals) et ils agissent en matière de recherche en traumatologie ;
- les centres de traumatologie de niveau II (Level II trauma center) : ils doivent également être capables de traiter tous les traumatismes, mais sans la dimension recherche et enseignement ;
- les centres de traumatologie de niveau III (Level III trauma center) : ils doivent pouvoir traiter les urgences chirurgicales courantes ainsi que la plupart des blessures, et notamment en ce qui concerne les soins orthopédiques ;
- les centres de traumatologie de niveau IV (Level IV trauma center) : ils doivent pouvoir faire l'examen préliminaire de patients et l'évaluation de leurs blessures ; ils ne traitent que les urgences ne nécessitant pas de soins lourds.

### France
L'activité de médecine d'urgence est règlementée et soumise à autorisation. L'autorisation est délivrée par l'agence régionale de santé (ARS) sur la base du Schéma régional d'organisation des soins, pour une durée limitée. Elle peut s'exercer selon quatre modalités qui ne sont pas exclusives :
1. La régulation des appels adressés au service d'aide médicale urgente (SAMU)
2. La prise en charge des patients par la structure mobile d'urgence et de réanimation, appelée SMUR
3. La prise en charge des patients accueillis dans la structure des urgences
4. La prise en charge des patients accueillis dans la structure des urgences pédiatriques.

Les conditions règlementaires sont fixées par les articles R. 6123 et suivants du Code de la santé publique.
Dans un grand nombre de structures, l'accueil initial est fait par un infirmier d'accueil et d'orientation (IAO), l'examen est fait par un médecin urgentiste ou un étudiant interne, qui établit le diagnostic et effectue les soins, ou bien demande un transfert vers un autre service. Ce transfert peut être géré par un médecin d'accueil et d'orientation (MAO). Dans le cas où la personne arrive par un vecteur sanitaire (ambulance, SMUR, véhicule de prompt-secours des sapeurs-pompiers), le SAMU s'est chargé de prévenir le service des urgences et de lui transmettre les informations en sa possession (du moins en théorie).

#### Quelques chiffres
« La prise en charge aux urgences dure moins de deux heures pour la moitié des patients, hormis ceux ayant séjourné en unité d’hospitalisation de courte durée (UHCD) dont le passage est plus long », selon l'enquête nationale menée auprès des 52 000 patients venus dans les 736 points d’accueils des urgences de la France métropolitaine et des DOM, le 11 juin 2013. « Dans six cas sur dix, la venue dans un service d’urgences résulte de l’initiative du patient ou du conseil d’un proche. Les patients arrivent pour les deux tiers de leur domicile et se rendent majoritairement aux urgences par leurs propres moyens. Ils sont moins souvent transportés par les sapeurs-pompiers ou par une ambulance. Le recours aux urgences est plus élevé pour les nourrissons et les personnes âgées de 75 ans ou plus, avec des motifs de recours plus variés que pour les autres classes d’âges. Les lésions traumatiques constituent toujours la principale cause de venue aux urgences (36 % des patients) et sont à l’origine de sept passages sur dix pour les 10-14 ans. Après un passage aux urgences, les 3/4 des patients rentrent chez eux et 20 % sont hospitalisés ».
Comme dans tous les pays d’Europe et d'Amérique du Nord, depuis la fin des années 1990, la tendance est à une augmentation d’activité pour toutes les structures d’urgence : Ainsi en France, en 2003 « plus de 13 millions de patients par an » consultaient « aux urgences hospitalières (le nombre de passages aux urgences dans les établissements publics a crû de 64 % entre 1990 et 2001, soit une progression annuelle de 4,6 %). Chaque année, les centres du 15 régulent plus de 11 millions d’appels téléphoniques et les services mobiles d’urgence et de réanimation (Smur) prennent en charge près de 600000 patients » ; et cette même année 2003 selon les chiffres de la Direction de la recherche, de l’évaluation, des études et des statistiques (DREES) : « seuls 20 % des passages aux urgences sont suivis d’une hospitalisation et que trois quarts des usagers se présentant aux urgences viennent directement, sans contact médical préalable »,. Une autre tendance, notamment liée à l'augmentation de l'espérance de vie est à la « seniorisation » de ces services.

#### Services et pôles spécialisés
Un établissement (public ou privé) ne peut accueillir un service spécialisé d'accueil et de traitement des urgences une structure que s'il peut déjà traiter les affections probables en hospitalisation classique : unités de réanimation, médecine générale ou médecine interne, médecine à orientation cardio-vasculaire, médecine pédiatrique, anesthésie-réanimation, chirurgie orthopédique et chirurgie viscérale, y compris gynécologique. L'établissement hospitalier doit nécessairement être doté de deux salles d'opération (et d'une salle de réveil) avec du personnel de garde permettant d'opérer tous les jours et à toute heure ; de services pouvant pratiquer des examens tous les jours à toute heure : imagerie médicale (radiologie, échographie, scanner, angiographie...), laboratoires d'hématologie, de biochimie et de toxicologie, notamment.
Un service spécialisé d'accueil et de traitement des urgences est une structure gérée par un médecin urgentiste, qui doit permettre l'accueil et l'examen par un médecin urgentiste tous les jours et en toute heure, et doit pouvoir faire venir un médecin spécialiste en fonction de la pathologie. L'équipe doit comprendre, outre le médecin urgentiste de garde, au moins : deux infirmier(e)s ; des aides-soignant(e)s, éventuellement des auxiliaires de puériculture ; un(e) assistant(e) social(e) ; un agent d'accueil ; tous formés aux urgences.
Le service spécialisé est organisé en trois zones : une zone d'accueil, une zone d'examen et de soins comportant une salle et des moyens de déchocage, et une zone de surveillance de courte durée (boxes, pour l'attente d'une sortie ou d'une hospitalisation dans un autre service). Par ailleurs, la plupart des services d'urgence sont équipés d'une salle d'afflux massif, permettant de traiter un grand nombre de victimes (plan blanc). Contrairement à un service, un pôle spécialisé ne prend en charge que certaines pathologies (par exemple spécialisé dans le soin de certains organes) ou certaines catégories de personnes (par exemple uniquement les enfants).
Les structures d'accueil urgentistes étant ouvertes tous les jours et à toute heure, elles sont parfois fréquentées par des patients dont l'état ne relève pas de l'urgence. Ces services se retrouvent donc à faire des prises en charge courtes de patients, parfois qualifiées de « bobologie ». Cette situation correspond à la catégorie 5 non-urgent du UK National Triage Score.

#### Unités de proximité
Une unité de proximité (UPATOU) est une structure plus légère qu'un SAU ; si elle ne peut pas traiter tous les cas, elle permet d'avoir un bon maillage du territoire et une réponse rapide pour les urgences les plus courantes. L'unité de proximité doit accueillir et procéder à l'examen clinique de toute urgence, y compris psychiatrique ; si elle ne peut pas traiter elle-même la pathologie, elle doit l'adresser à un autre service de l'établissement, soit à un autre établissement avec lequel a été conclu un contrat de relais (cet établissement ne dispose pas nécessairement d'un service d'urgence), soit vers un service ou pôle spécialisé d'accueil et de traitement des urgences après régulation par le Centre 15 du Samu. L'unité de proximité doit en revanche traiter elle-même dans ses locaux et avec ses moyens tous les jours de l'année, vingt-quatre heures sur vingt-quatre, les patients dont l'état nécessite des soins courants de médecine générale ou de psychiatrie ou des actes chirurgicaux simples, qui ne nécessitent pas une anesthésie générale ou une anesthésie locale délicate. Elle peut également, si elle en a les moyens humains et matériels, délivrer des actes chirurgicaux pour lutter contre la douleur.
L'établissement doit être doté d'au moins un service de médecine assurant l'hospitalisation complète ; de services pouvant pratiquer des examens d'imagerie courants (radiologie et échographie) y compris en dehors des heures d'ouverture (par un système de garde), et des examens et analyses biologiques courants (éventuellement sous-traité à un autre établissement assurant les analyses sans délais tous les jours et en toute heure, après prélèvement dans l'unité de proximité). L'unité de proximité est également une structure gérée par un médecin urgentiste, qui doit permettre l'accueil et l'examen par un médecin urgentiste tous les jours et en toute heure. Le personnel doit comprendre au moins, tous les jours et en toute heure : un médecin urgentiste, un(e) infirmier(e), des aides-soignant(e)s, des agents de service. L'unité de proximité est organisée en trois zones, à l'instar d'un SAU. L'unité de proximité peut avoir un fonctionnement saisonnier (c'est-à-dire peut être fermé une partie de l'année).
Les unités de proximité (UPATOU) ont été supprimées par les décrets 2006-576 et 577 du 22 mai 2006 relatif aux conditions techniques de fonctionnement applicables aux structures de médecine d'urgence.
Sur la décennie 2015-2025, 50 % des patients sont adressées directement par un médecin ou amenées par un véhicule de secours ; et 21 % des patients y sont venus car n'arrivant ps à avoir un rendez-vous médical ailleurs, faute de médecin traitant (contre 14 % en 2013). Le temps moyen d'attente aux urgences a fortement augmenté (de plus de 45 min en 10 ans).